# Asociația Argentiniană de Fotbal

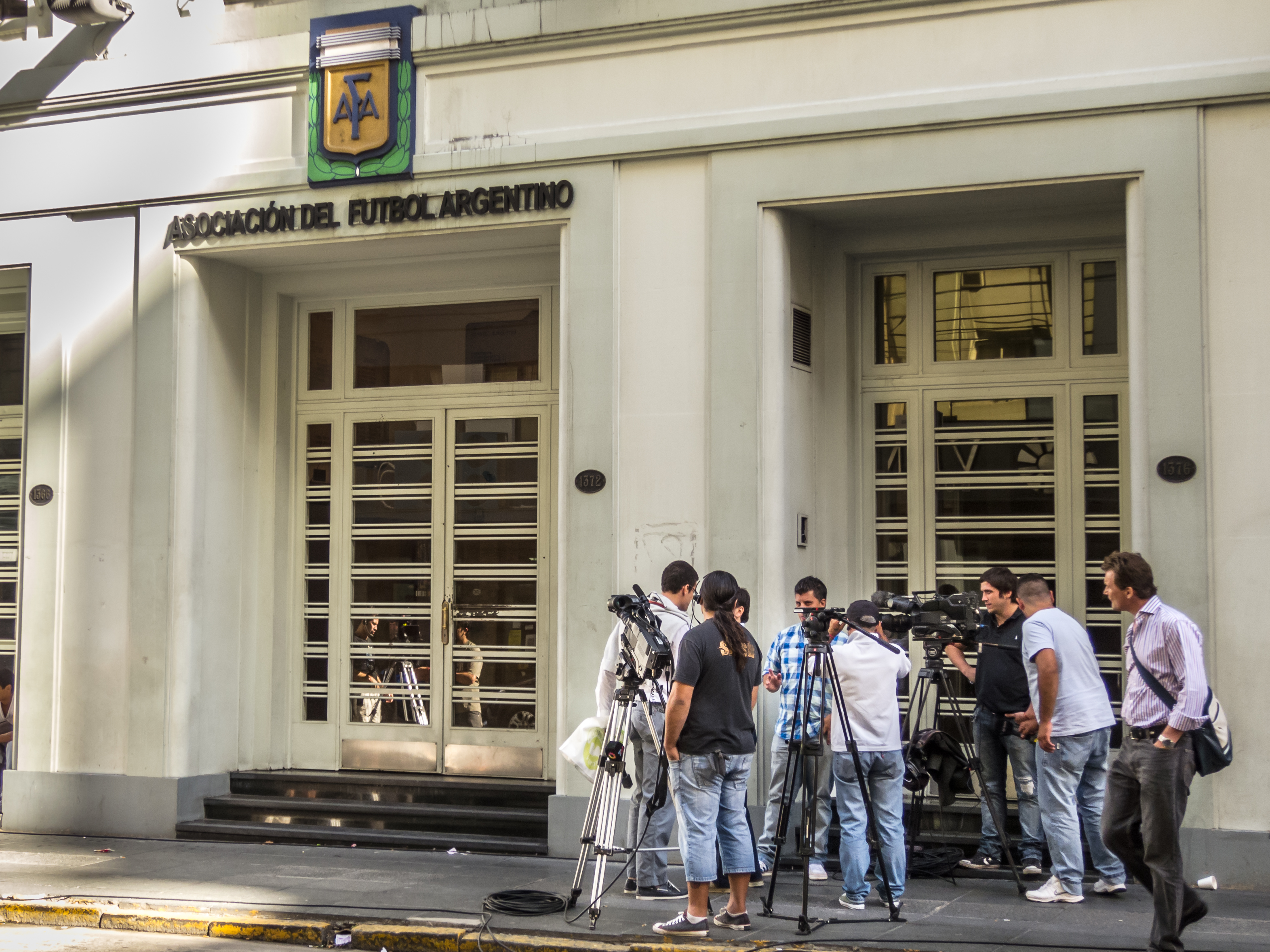

Asociația Argentiniană de Fotbal (spaniolă Asociación del Fútbol Argentino sau AFA) este corpul principal de fotbal argentinian. Federația Argentiniană de Fotbal s-a fondat în 1893 și s-a afiliat la FIFA în 1912.